# العلاقات البوتسوانية الليختنشتانية
العلاقات البوتسوانية الليختنشتانية هي العلاقات الثنائية التي تجمع بين بوتسوانا وليختنشتاين.

## مقارنة بين البلدين
هذه مقارنة عامة ومرجعية للدولتين:
| وجه المقارنة                                              | بوتسوانا                       | ليختنشتاين                                 |
| --------------------------------------------------------- | ------------------------------ | ------------------------------------------ |
| المساحة (كم2)                                             | 581.74 ألف                     | 16                                         |
| عدد السكان (نسمة)                                         | 2.29 مليون                     | 37.47 ألف                                  |
| الكثافة السكانية (ن./كم²)                                 | 3.94                           | 234.19 ألف                                 |
| العاصمة                                                   | غابورون                        | فادوتس                                     |
| اللغة الرسمية                                             | لغة إنجليزية                   | اللغة الألمانية                            |
| العملة                                                    | بولا بوتسواني                  | فرنك سويسري                                |
| الناتج المحلي الإجمالي (بليون دولار)                      | 17.41 مليار                    | 6.29 مليار                                 |
| الناتج المحلي الإجمالي (تعادل القوة الشرائية) بليون دولار | 35.84 مليار                    |                                            |
| الناتج المحلي الإجمالي الاسمي للفرد دولار أمريكي          | 6.36 ألف                       |                                            |
| الناتج المحلي الإجمالي للفرد دولار أمريكي                 | 16.10 ألف                      |                                            |
| مؤشر التنمية البشرية                                      | 0.698                          | 0.908                                      |
| رمز المكالمات الدولي                                      | +267                           | +423                                       |
| رمز الإنترنت                                              | .bw                            | .li                                        |
| المنطقة الزمنية                                           | ت ع م+02:00، توقيت وسط إفريقيا | توقيت وسط أوروبا، ت ع م+01:00، ت ع م+02:00 |

## منظمات دولية مشتركة
يشترك البلدان في عضوية مجموعة من المنظمات الدولية، منها:
| علم المنظمة | اسم المنظمة                   | تاريخ انضمام بوتسوانا | تاريخ انضمام ليختنشتاين |
| ----------- | ----------------------------- | --------------------- | ----------------------- |
|             | الاتحاد البريدي العالمي       | ?                     | ?                       |
|             | الاتحاد الدولي للاتصالات      | 2 أبريل 1968          | 25 يوليو 1963           |
|             | منظمة حظر الأسلحة الكيميائية  | ?                     | ?                       |
|             | منظمة التجارة العالمية        | ?                     | ?                       |
|             | منظمة الشرطة الجنائية الدولية | ?                     | ?                       |
|             | الأمم المتحدة                 | 17 أكتوبر 1966        | 18 سبتمبر 1990          |

## وصلات خارجية
- موقع وزارة الخارجية البوتسوانية